# Grégoire Detrez
Pour les articles homonymes, voir Detrez.
Grégoire Detrez, né le 22 mai 1981 à Clermont-Ferrand, est un ancien joueur de handball français. Il a évolué au poste de pivot (essentiellement en attaque) en club à l'USAM Nîmes Gard puis au Chambéry Savoie Handball (avec lequel il a cumulé les places d'honneur pendant 9 saisons) avant de mettre un terme à sa carrière en 2018 après une saison au Chartres Métropole Handball 28 en 2e division. 
Avec l'équipe de France, il a été sélectionné 58 fois entre 2005 et 2013 et est notamment champion d'Europe en 2010.

## Palmarès

### En club
- Demi-finaliste de la Coupe de l'EHF (1) : 2015-16
- Vice-champion de France (4) : 2009, 2010, 2011, 2012
- Finaliste de la Coupe de France (2) : 2009, 2011
- Finaliste de la Coupe de la Ligue (1) : 2011
- Vainqueur du Trophée des Champions (1) : 2013
  - Finaliste (3) en 2010, 2011 et 2012
- Vainqueur du Championnat de France D2 (1) : 2001 (avec l'USAM Nîmes Gard)

### Équipe nationale
- Première sélection en équipe de France le 25 juin 2005 contre la  Turquie
- Médaille d'or au Championnat d'Europe 2010 en  Autriche
- 11e place au championnat d'Europe 2012 en  Serbie
- 6e place au championnat du monde 2013 en  Espagne

### Distinctions individuelles
- Élu meilleur pivot du championnat de France (1) : 2011[3]

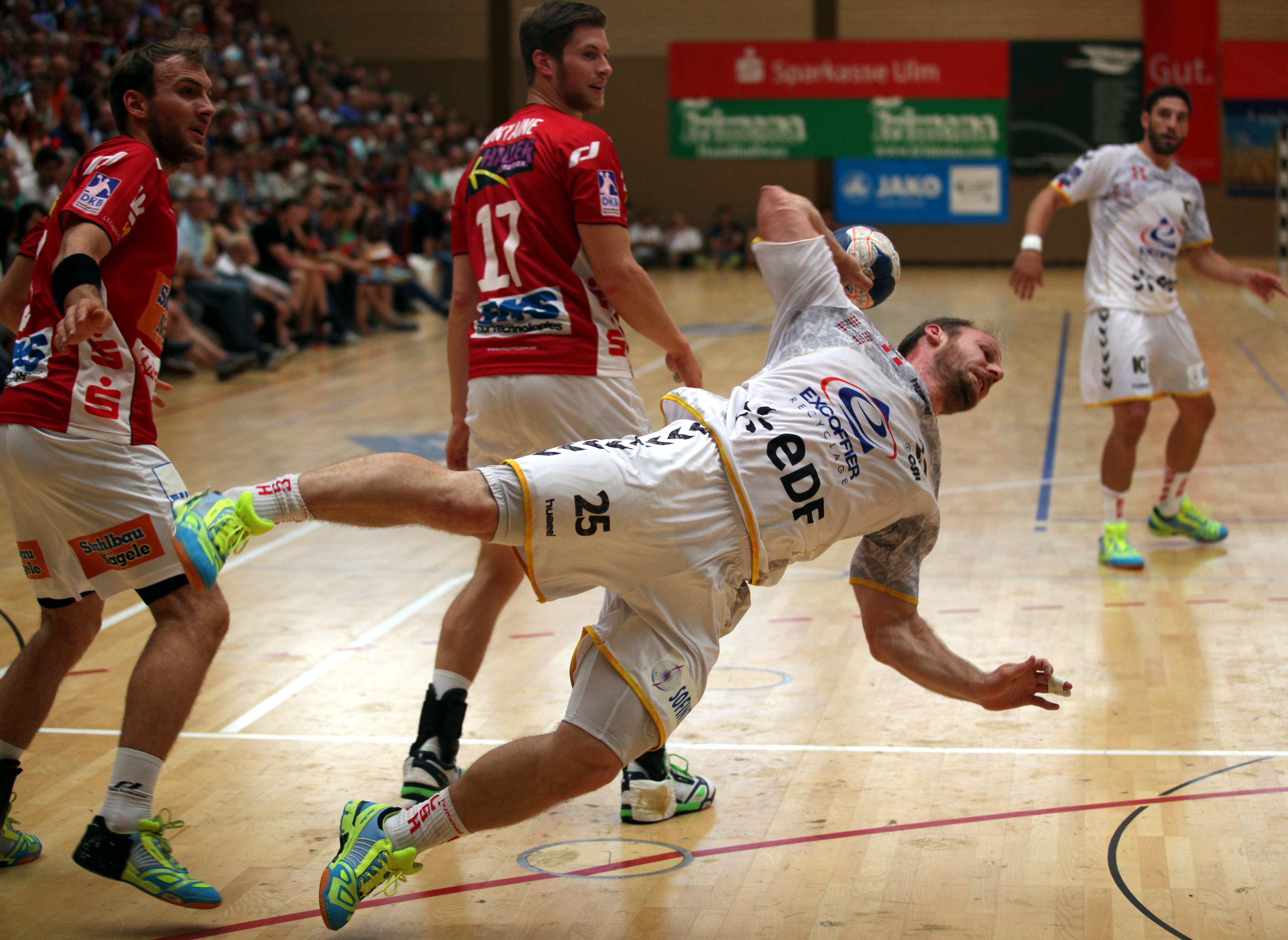
Detrez au tir en position acrobatique en 2014.